# Pelyněk trojzubý

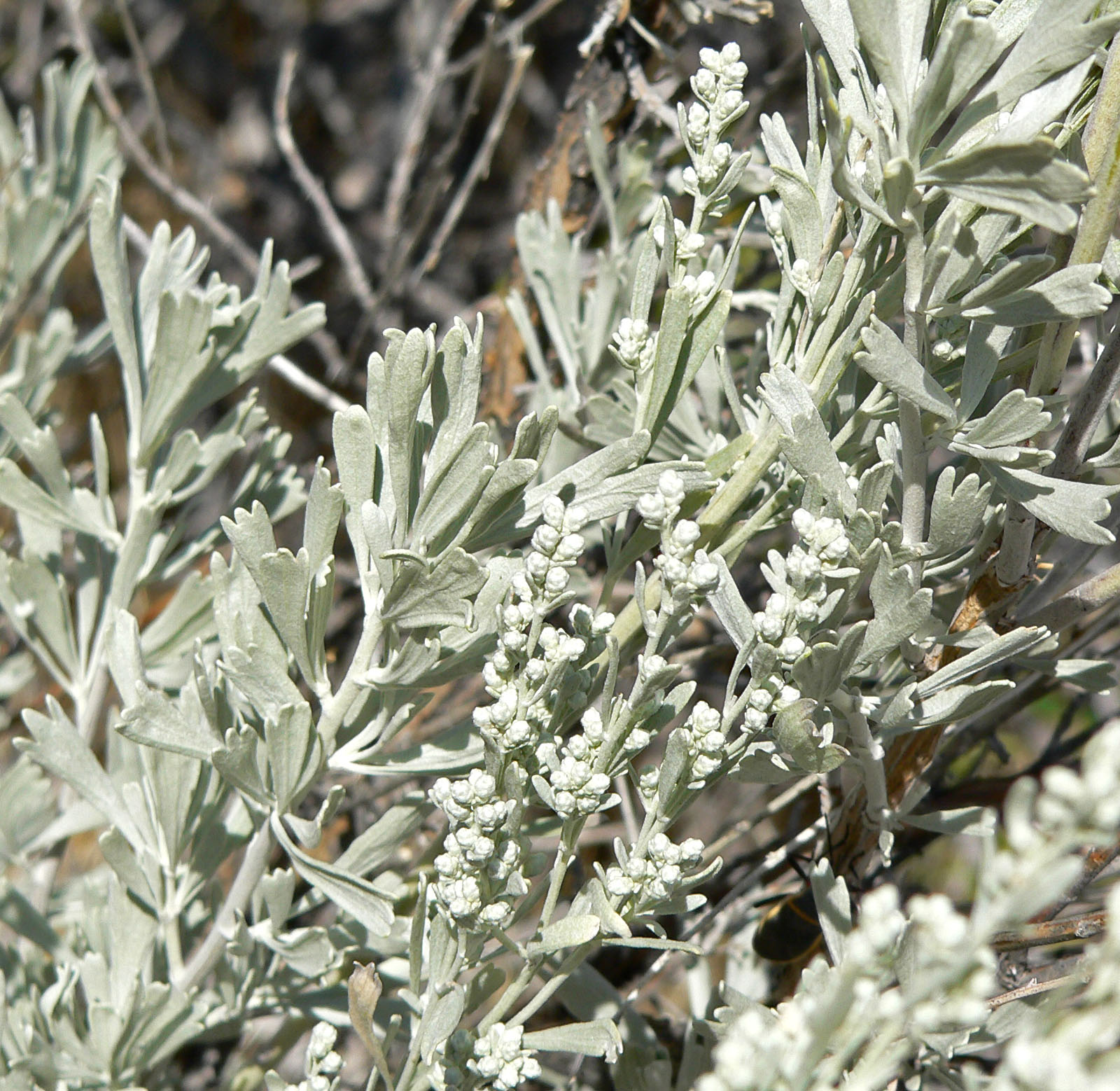
Listy

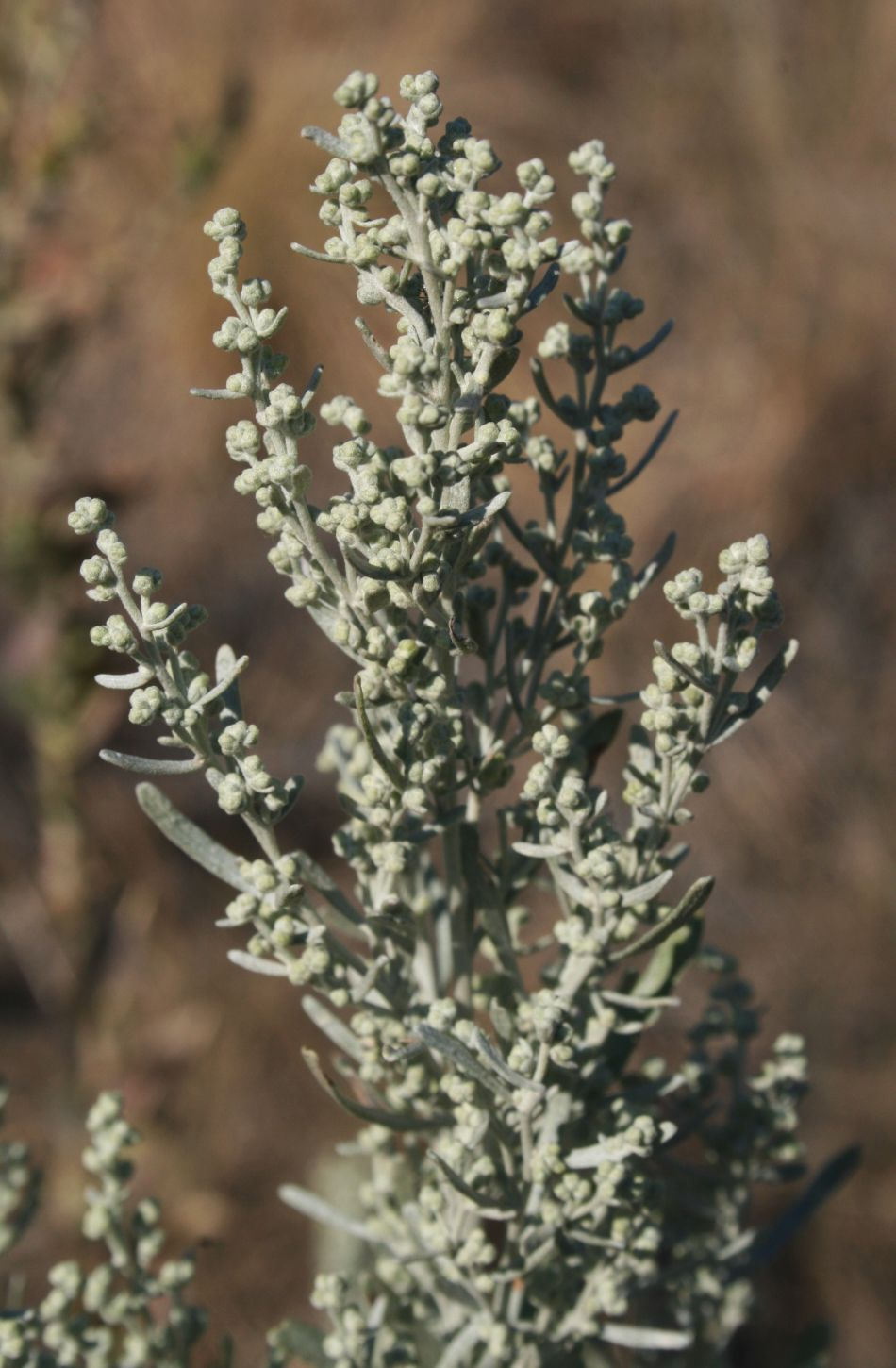
Nakvétající rostlina

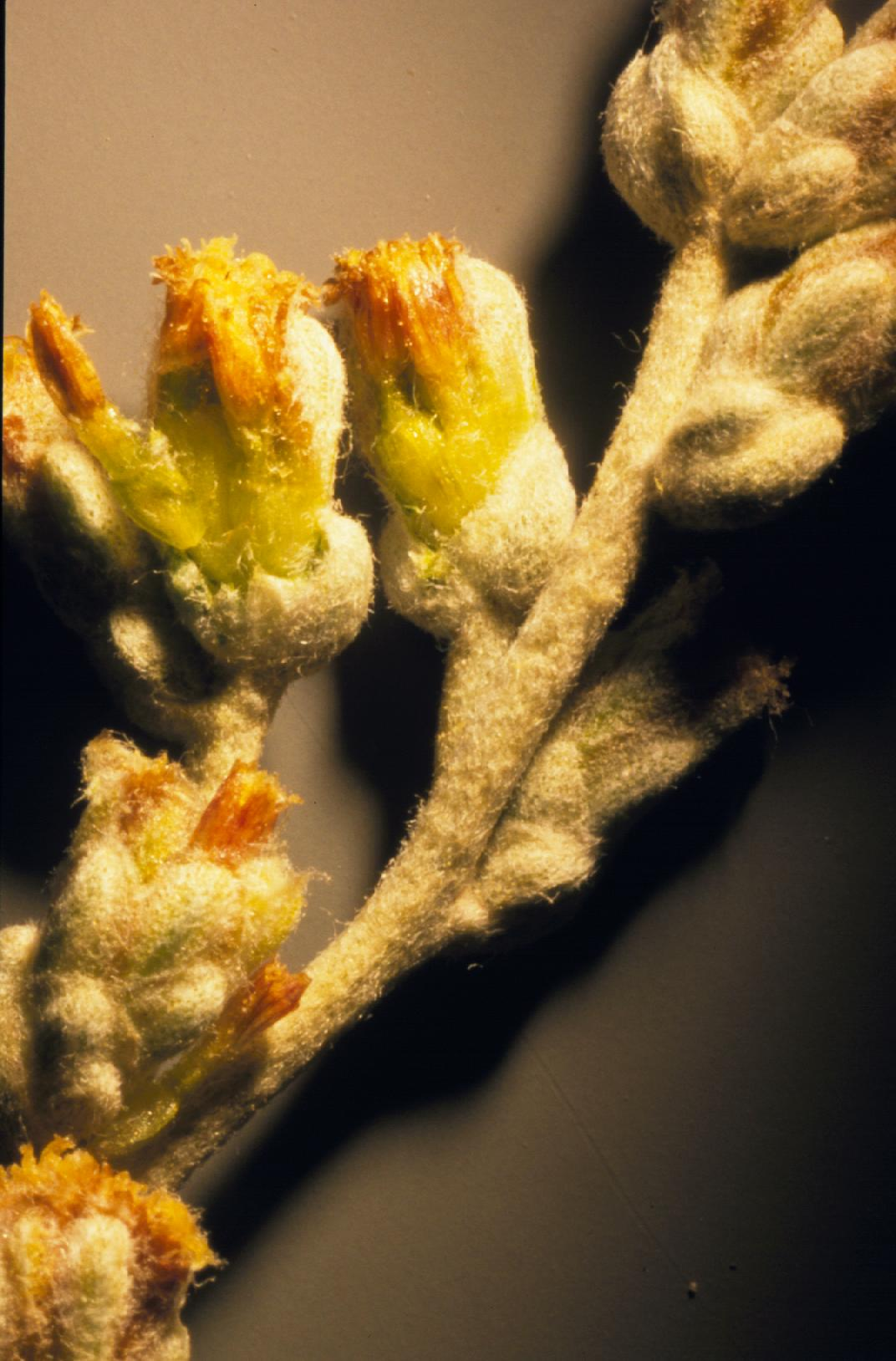
Část květenství

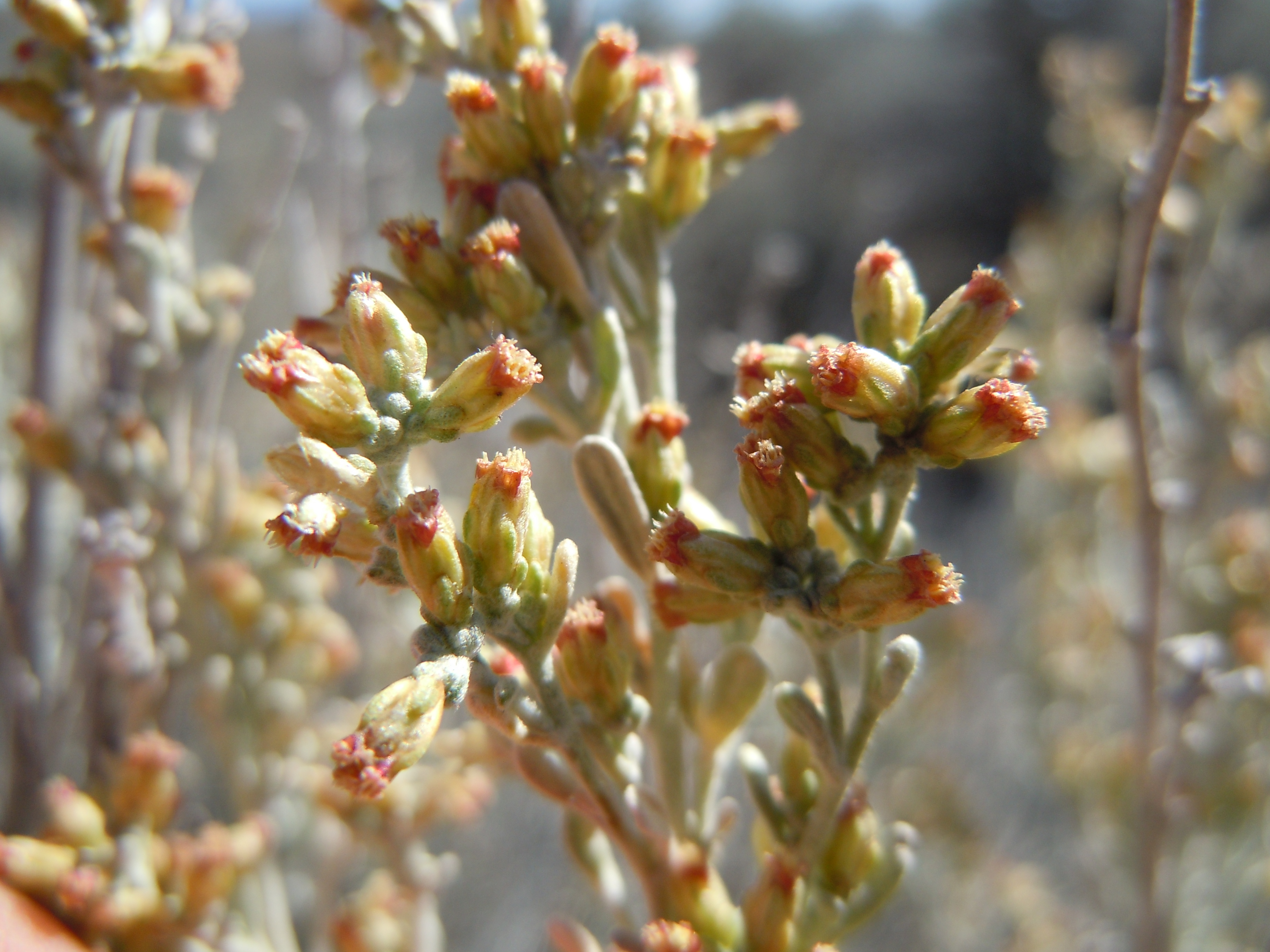
Větev kvetoucí rostliny

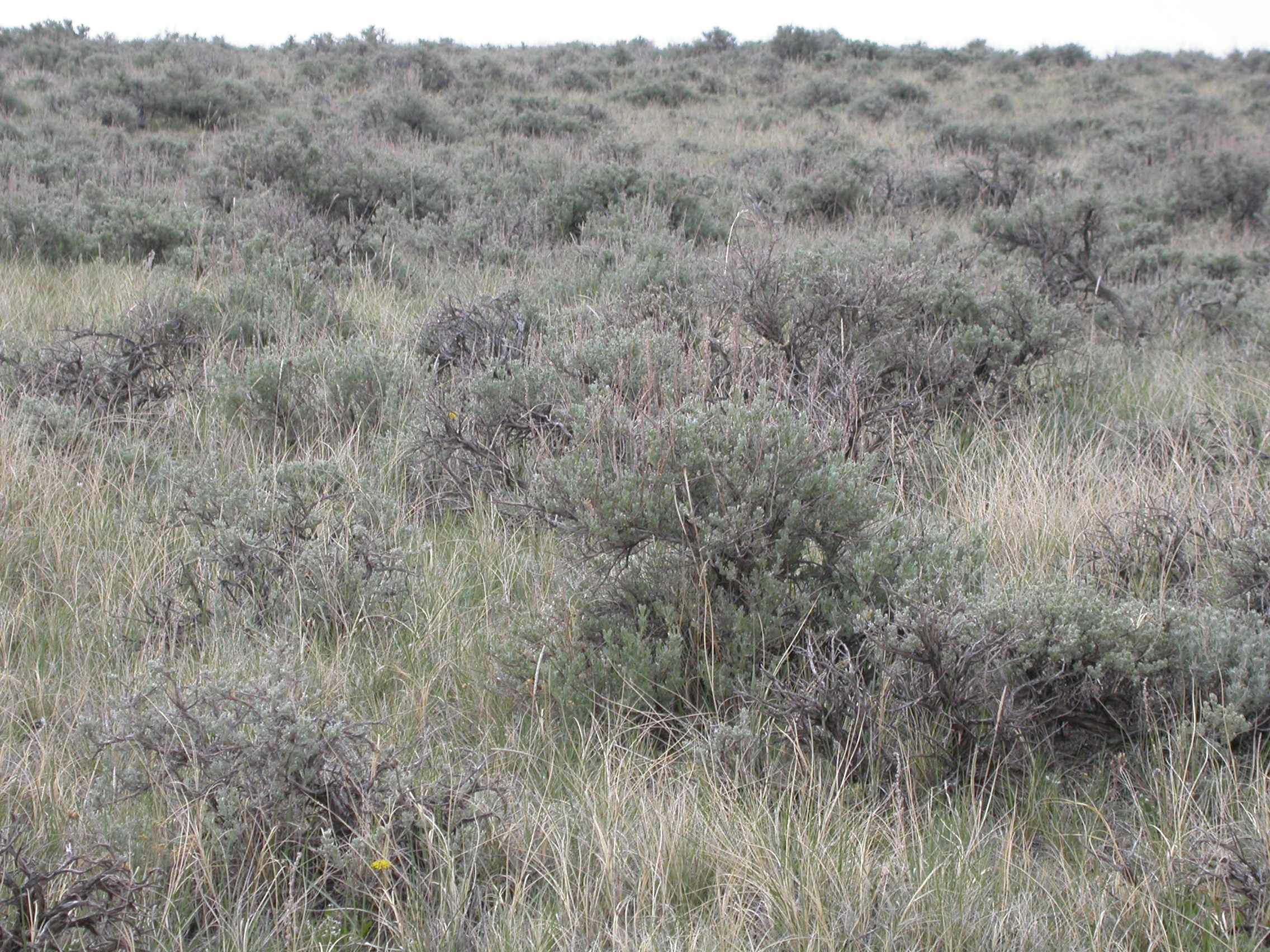
Artemisia tridentata ve Velké pánvi

Pelyněk trojzubý (Artemisia tridentata) je bohatě větvený, stálezelený, aromatický, dlouhověký keř s přímými větvemi; je vysoký 0,9 až 2 m, někteří jedinci na výživných půdách sahají až do výšky 4 m. Je původní druh severozápadu Severní Ameriky, kde roste v suchých stepních oblastech. Je významnou zimní krmnou rostlinou pro divokou zvěř a důležitou ochranou před erozí půdy. Rostlina je jedním z asi 550 druhů rodu pelyněk, její druhové jméno „trojzubý“ vychází ze třech zubů na konci klínovitých listů; výskyt na severoamerickém kontinentu byl potvrzen již v období pleistocénu.

## Rozšíření
Vyskytuje se na západě Severní Ameriky od Britské Kolumbie a Alberty v Kanadě na severu přes celou západní část USA (státy Washington, Montana, Oregon, Idaho, Wyoming, Severní a Jižní Dakota, Kalifornie, Nevada, Utah, Colorado, Arizona a Nové Mexiko) až po Mexiko. Dále na jihu sahá areál pelyňku trojzubého na území Mexika, do jeho severozápadních států Baja California, Baja California Sur, Sonora a Sinaloa.
Je velmi rozšířenou rostlinou ve Velké pánvi, rozkládající se mezi Skalistými horami a Sierrou Nevadou. V Oregonu roste také v ne tak rozlehlých porostech na územích rozprostírajících se východně od Kaskádového pohoří. Pelyněk trojzubý, jenž se vyskytuje ode dna Velké pánve až po spodní hranici lesa, tvoří společně s ostatními druhy rodu pelyněk převážnou část rostlinné vegetace. Mimo Severní Ameriku však běžně neroste.
Současně s pelyňkem trojzubým se vyskytují na stejných pozemcích i jiné keře, jako např. Gutierrezia sarothrae či zlatokeř Chrysothamnus viscidiflorus a traviny Elymus spicatus, Achnatherum thurberianum, Stipa comata, Poa juncifolia nebo invazní sveřep střešní (Bromus tectorum) původem z Evropy.

## Ekologie
Pelyněk trojzubý roste nejčastěji v rozlehlých suchých až vyprahlých, silně osluněných stanovištích na západě Severní Ameriky. Neroste v pouštích, ale v suchých stepních oblastech, kde ročně spadne 250 až 460 mm srážek. Je obvyklou rostlinou na propustných písčitých nebo kamenitých půdách, často i na úpatích svahů nebo v kotlinách, na místech s převážně charakteristickým kontinentálním klimatem. Vystupuje i dost vysoko do hor až po hranici lesa, jeho lokality bývají v nadmořských výškách od 800 po 5000 m n. m. Bývá často dominantní rostlinou, místy vytváří až jednodruhové, pro ostatní rostliny téměř uzavřené porosty.
Nové listy na rostlině vyrůstají brzy na jaře, z hlavního stonku postupně odbočují nové krátké postranní větve s listy, které vytrvají přes zimu. Koncem června počíná intenzita vegetativního růstu stonků klesat a začínají se vyvíjet výhonky s pupeny květů. Otvírání nových květů nastupuje v červenci až září, v opylených dozrávají semena od října do prosince. Životaschopná semena plodí rostliny starší dvou až tří let.
Rostlina se běžně dožívá věku čtyřiceti až padesáti roků, některé mohou dosáhnout i sta let, přitom nejvyššího věku většinou dosahují pomalu rostoucí jedinci na nepříznivých stanovištích. Při stepních požárech mnoho rostlin zahyne, včetně na zem vypadaných semen. Produkce semen z blízkých nespálených rostlin, spolu s dobrou klíčivostí, umožňuje novým semenáčům rychle po požáru obsadit uvolněné prostory. Po nevelkém ohni se probouzejí nezasažená spící očka na oddencích a z nich v krátké době raší nové stonky. Počet chromozomů 2n = 18 nebo 36.

## Popis
Vzpřímený, metlovitý, bohatě se větvící, ale nekořenující, kulatý nebo poněkud rozložitý, stálezelený, aromatický keř, jenž běžně dorůstá do výšky 1 až 2 m (ojediněle do 4 m). Často se vyznačuje rozeznatelným hlavním kmenem. Občas se vyskytuje jako nizoučký zakrslý keřík, ještě řidčeji má vzhled stromu a dorůstá do výšky až 5 m. Maximálního vzrůstu dosahuje na hlubokých, výživných a dobře odvodněných půdách. Kořenový systém vzrostlého keře sahá poměrně hluboko, dva i více metrů a stejně tak i do šířky, je přizpůsoben k získávání vlhkosti z mělké i hluboké části půdního profilu, což činí pelyněk trojzubý vysoce konkurenceschopným vůči poblíž rostoucím travinám. Přímé kmínky mají šedohnědou kůru, jež se u starších exemplářů odlupuje v páscích, a jsou hustě porostlé stejně zbarvenými větvemi. Na nich střídavě vyrůstají přezimující šedoplstnaté listy pokryté jemnými stříbřitými chloupky. Listy mají kopinaté čepele dlouhé 3,5 až 5 cm, široké 3 až 5 mm a na vrcholu zakončené třemi tupými laloky; koncem léta část starších listů opadá. Rozemnuté listy vydávají silnou štiplavou vůni, za což může v rostlině přítomný kafr, četné terpenoidy a esenciální oleje.
Květy jsou sestaveny do početných úborů na stopkách, které vytvářejí květenství latu dlouhou 5 až 30 cm s odbočnými větvemi. Úbor má úzce zvonkovitý zákrov 2 až 4 mm dlouhý a 1 až 3 mm široký, jeho až patnáct šedě plstnatých obkopinatých či vejčitých listenů je uspořádáno ve čtyřech až pěti řadách, ve vnějších řadách jsou kratší. Ve středu úboru je pět až dvanáct drobných nepaprskujících květů, téměř všechny jsou oboupohlavné, pouze po okraji jsou vzácně květy samčí. Květ má žlutavou trubkovitou asi 2,5 mm velkou korunu s pěti zuby, pět tyčinek s prašníky obsahující lehounký pyl, spodní semeník a čnělku s bliznou nečnící z koruny. Květy jsou nejčastěji opylovány větrem nebo řidčeji dojde k samoopylení.
Z oplodněných květů se vyvinou nažky (semena) 1 až 2 mm velká, lysá nebo chlupatá a vždy bez chmýru. Rostlině uzrávají semena v období asi osmi týdnů, většina zralých se vysype již na podzim, jen malá část jich zůstává na rostlině i přes zimu. Semena obsahují malou komůrku se vzduchem, a proto poměrně dobře plavou. Přibližně 90 % semen je větrem odváto od mateřské rostliny do vzdálenosti pod 9 m, největší zjištěná délka se blíží k 30 m. Mají poměrně krátkou životnost, lze je skladovat nejvýše po dobu pěti let, bývají častou součástí půdní banky.

## Rozmnožování
Rostlina se rozšiřuje semeny, přičemž hlavním rozptylovacím činitelem je vítr, i když k roznosu semen může dojít také přičiněním zvířat a vody. Semena klíčí v širokém rozmezí teplot, potřebují však zimní stratifikaci nebo určitou dobu dormance na dozrání. Semenáče se někdy objevují brzy na jaře po stání sněhu, jejich přežití ale záleží na přízemních mrazících (nejsou mrazu odolné), následném dostatku srážek a případném spasení zvířaty.
Pelyněk se může rozšiřovat i z pupenů na podzemním oddenku, většinou se takto úspěšně šíří v suchých oblastech. Vzniklá mladá rostlinka potřebuje mnohem méně deště než nový samostatný semenáč, neboť čerpá vláhu z mateřské, dostatečně zakořeněné rostliny. Mladé keře lze při dostatku vláhy snadno přesadit na trvalé stanoviště. Nové rostliny je možno vypěstovat také ze zakořeněných stonkových řízků ve vlhkém prostředí.

## Poddruhy
Pelyněk trojzubý, který roste na rozlehlém území, se v důsledku rozdílných ekosystémů natolik rozrůznil, že je rozčleňován do čtyř poddruhů:
- Artemisia tridentata subsp. tridentata je nominátní, nejvíce rozšířený poddruh, jenž je vzrůstově nejvyšší, pohybuje se do velikosti 0,9 až 2 m, jeho keře jsou nejen nejvyšší, ale i nejširší. Vyskytuje se v západní části Severní Ameriky od Britské Kolumbie a Montany až do Nového Mexika a Mexika, kde roste v nadmořské výšce 1200 až 2100 m n. m. Jeho stonky jsou silně větvené až v horní části, listy jsou úzce kopinaté a šíří se z nich silné aroma. Často roste v hluboké, úrodné půdě.[8]
- Artemisia tridentata subsp. vaseyana se vyskytuje se od Britské Kolumbie a Alberty až po hranice s Mexikem, je ze všech podruhů nejhojnější. Vyskytuje se v nadmořské výšce 900 až 5000 m n. m., je obvykle menší než nominátní poddruh, jeho větve dosahují nejvýše do 90 cm a stonky se větví již u země. Listy jsou kopinaté až lopatkovité a o poznání širší než u ostatních poddruhů. Terminální listy každé větvičky jsou zkroucené. Zralá semena jsou největší. Na některých plochách je pro svou hojnost likvidován vypálením či herbicidy a je nahrazován travinami vhodnými pro pastvu hospodářských zvířat.[9]
- Artemisia tridentata subsp. wyomingensis roste v západní části Spojených států, od hranic s Kanadou po hranici s Mexikem, v nadmořské výšce 800 až 2200 m n. m. Bývá to nízký keř nedorůstající ani do 90 cm. Listy jsou jen do 2 cm dlouhé a úzce klínovité. Je v distribuci, ekologii a morfologii asi uprostřed mezi předešlými poddruhy, ale díky rychle rostoucím dlouhým kořenům je více přizpůsobený na suché prostředí. Jeho latovitá květenství jsou užší než u subsp. tridentata, ale širší než u subsp. aseyana. Je to pravděpodobně allopolyploid, může být odvozen z populace subsp. tridentata, se kterou se často vyskytuje společně.[10]
- Artemisia tridentata subsp. parishii je znám ze západní části Spojených států, z Kalifornie, Nevady, Utahu a Arizony.

Jednotlivé poddruhy pelyňku trojzubého se mezi sebou kříží a na hranicích vzájemných areálů se nacházejí časté přechodné formy. Stejně tak se pelyněk trojzubý snadno zkříží s jinými druhy pelyňků.

## Význam
Pelyněk trojzubý je pro býložravce obecně dobře stravitelný a hodně výživný. Obsahuje vysokou hladinu bílkovin, fosforu a karotenu. Různí se v obsahu terpenoidů, které snižují stravitelnost, v zimě jejich množství klesá a naopak stoupá obsah proteinů. Rostlina je ještě výživnější než vojtěška, obsahuje průměrně 16 % bílkovin, 15 % tuků a 47 % sacharidů. Je významným krmivem v zimním období pro mnohá volně žijící zvířata, která ho spásají, například pro jelence ušatého, jelena wapiti, vidloroha amerického, ovci dutorohou i králíka západoamerického. Semena a mladé pupeny zase zobou tetřívci, mnozí drobní ptáci i hlodavci, například pěvci a myši. Větší a husté keře poskytují útočiště i místa pro hnízdění drobným opeřencům. Na výživných půdách se pelyněk silně rozrůstá a mnohdy je zapotřebí silných stád býložravých zvířat, aby jej udržovala ve snesitelném rozsahu.
Lidé používají keře především jako palivové dříví, obsahuje velké množství těkavých olejů a dobře hoří i rostliny se zelenými listy.